# Gonomyia (Gonomyia) jamaicana
Gonomyia (Gonomyia) jamaicana is een tweevleugelige uit de familie steltmuggen (Limoniidae). De soort komt voor in het Neotropisch gebied.